# Wall of Serpents
Wall of Serpents (cu sensul de Zidul de șerpi) este o colecție de două povestiri fantastice de L. Sprague de Camp și Fletcher Pratt. Povestirile au apărut inițial în revistele Fantasy Fiction și Beyond Fantasy Fiction în numerele din iunie 1953 și respectiv octombrie 1954. A apărut sub formă de carte cu copertă dură în 1960 la Avalon Books și a fost republicată de Phantasia Press în 1978. Este al treilea volum din seria celor doi autori, Harold Shea.

## Prezentare
În povestirile originale, psihologul Harold Shea și colegii săi Reed Chalmers, Walter Bayard și Vaclav Polacek (Votsy) călătoresc în diferite lumi paralele în care miturile antice sau literatura veche sunt realitate. Pe parcursul călătoriilor lor, alte personaje sunt adăugate distribuției principale, în special Belphebe și Florimel, care devin soțiile lui Shea și, respectiv, Chalmers, și Pete Brodsky, un polițist care este măturat accidental în haos. În continuările ulterioare, cele mai notabile personaje adăugate sunt ticălosul recurent, Malambroso și Voglinda, fiica tânără a lui Shea și Belphebe.
Colecția cuprinde povestirile:
- "The Wall of Serpents"
- "The Green Magician"

## Legături externe
- en  Istoria publicării lucrării Wall of Serpents la Internet Speculative Fiction Database

## Vezi și
- 1960 în științifico-fantastic

| Predecesor: The Castle of Iron | Seria Harold Shea Wall of Serpents | Succesor: The Enchanter Reborn |